# Cricetidae
Cricetidae zijn een familie van de knaagdieren die tot de Muroidea behoort. De naam "Cricetidae" is gebruikt voor allerlei zeer verschillende families, maar in de huidige definitie omvat de familie de volgende onderfamilies:

## Onderfamilies
- Woelmuizen (Arvicolinae) (Eurazië en Noord- en Midden-Amerika)
- Hamsters (Cricetinae) (Eurazië)
- Neotominae (Noord-, Midden- en een klein deel van Zuid-Amerika)
- Tylomyinae (Midden-Amerika en noordelijk Zuid-Amerika)
- Sigmodontinae (Zuid-, Midden- en zuidelijk Noord-Amerika)

De laatste drie onderfamilies vormen samen de muizen en ratten van de Nieuwe Wereld.
Deze indeling is gebaseerd op genetische gegevens. In eerdere definities, die vooral voor 1984 werden gebruikt, omvatte de familie ook andere vormen als Nesomyidae, muishamsters en gerbils.